# James Freeman (Theologe)

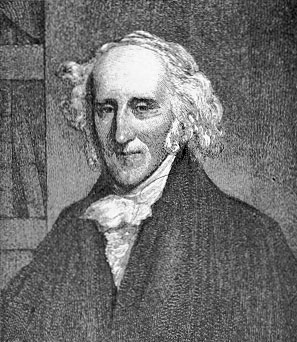
James Freeman

James Freeman (* 22. April 1759 in Charlestown; † 14. November 1835 in Newton) war ein amerikanischer Theologe und eine der Gründungsfiguren des nordamerikanischen Unitarismus.

## Leben und Wirken
Freeman wurde 1759 in Charlestown unweit von Boston in Massachusetts geboren. Sein Vater war Seekapitän, der später als Unternehmer wirkte. Freeman besuchte als Schüler die Boston Latin School und konnte schließlich zwischen 1773 und 1777 trotz der Wirren des Amerikanischen Unabhängigkeitskrieges am Harvard College in Cambridge Theologie studieren. Nach seinem Studienabschluss schloss sich Freeman der Revolutionsarmee an. Im Jahr 1780 wurde er auf dem Weg nach Quebec, wo sich bereits sein Vater befand, gefangen genommen. Nach seiner Rückkehr nach Boston 1782 schloss er sich der bis dahin anglikanischen Gemeinde um die King’s Chapel an, deren Pastor er ein Jahr später werden sollte. Unter seinem Einfluss wandte sich die Gemeinde zunehmend unitarischen Vorstellungen zu. Freeman selbst war besonders von den englischen unitarischen Theologen Joseph Priestley und Theophilus Lindsey beeinflusst, deren sozinianische Theologie er übernahm. Er lehnte das Dogma der Trinität ab, ebenso wie die Vorstellung einer Präexistenz Christi. Unter seinem Einfluss wurde das in der Gemeinde verwendete Book of Common Prayer bis 1785 nach unitarischen Gesichtspunkten überarbeitet, auch wurde im Sinne des Nonadorantismus ausschließlich zu Gott, nicht aber zu Jesus Christus gebetet. Unterstützung fand er unter anderem in dem englischen Schriftsteller William Hazlitt, der 1784 Boston besuchte. Obschon sich die Gemeinde weiter formell als anglikanisch verstand, verschloss sich die Kirchenführung unter Bischof Samuel Seabury einer formellen Ordination Freemans unter Verweis auf seine antitrinitarische Positionierung. In der Folge förderte Freeman auch außerhalb seiner Gemeinde unitarische Aktivitäten. Er belieferte Bibliotheken mit unitarischer Literatur und half andere unitarische Gemeinden mit aufzubauen. So entstand 1792 in Portland im US-amerikanischen Bundesstaat Maine eine weitere unitarische Gemeinde, die von seinem Freund und früheren Kongregationalisten Thomas Oxnard gegründet wurde. Freeman war mit anderen schließlich auch an den Vorbereitungen zur Gründung der American Unitarian Association 1825 beteiligt.
Neben seinem Engagement für die unitarische Kirche wirkte Freeman auch in der Massachusetts Historical Society, der American Academy of Arts and Sciences (1793 als Mitglied gewählt) und der Massachusetts Peace Society. Im Jahr 1783 heiratete er Martha Clarke Freeman, die ein Kind mit in die Ehe brachte. Einer seiner Stiefenkel wurde der spätere unitarische Prediger und Schriftsteller James Freeman Clarke. 1811 verlieh ihm die Harvard University den Ehrendoktortitel. Noch bis 1824 wirkte er als Pfarrer der Gemeinde der unitarisch-anglikanischen King’s Chapel in Boston. Nach seiner Pensionierung begab er sich mit seiner Frau nach Newton, wo er bereits früher einen Teil des Jahres gelebt hatte. Dort starb er schließlich 1835 im Alter von 86 Jahren.